# Степанов, Александр Михайлович (Герой Советского Союза)
Алекса́ндр Миха́йлович Степа́нов (25 апреля 1923 — 2 октября 1943) — участник Великой Отечественной войны, командир стрелковой роты 9-й гвардейской механизированной бригады 3-го гвардейского механизированного корпуса 47-й армии Воронежского фронта, Герой Советского Союза.
Один из двенадцати сыновей Епистинии Фёдоровны Степановой.

## Биография
Родился 25 апреля 1923 года на хуторе Первое Мая Тимашёвской волости Кубано-Черноморской области (ныне хутор Ольховский Тимашёвского района Краснодарского края). Русский.
Окончил 8 классов тимашёвской школы и работал в колхозе в полеводческой бригаде, на току.
На службу в армию Александр ушёл добровольцем. После окончания курсов в Орджоникидзенском военном училище в августе 1942 года лейтенант Александр Степанов был направлен под Сталинград.
24 февраля 1943 года в боях в районе станицы Абинской Краснодарского края командир взвода 50-мм миномётов 1-й стрелковой роты 1133-го стрелкового полка старший лейтенант А. М. Степанов обеспечил продвижение вперёд стрелкового взвода с приданным ему миномётным расчётом с наименьшими потерями. После того как миномётный расчёт был выведен из строя, лично повёл стрельбу из миномёта, уничтожив два пулемётных дзота противника. Своими действиями обеспечил успешное продвижение левого фланга атакующих, за что был награждён орденом Красной Звезды (25 апреля 1943).
Летом 1943 года в боях на Левобережной Украине советским войскам предстояло овладеть сильно укреплённым пунктом противника — селом Должик. В ночь на 9 августа командир взвода инженерно-минной роты в составе 9-й механизированной бригады 3-го гвардейского Сталинградского механизированного корпуса гвардии старший лейтенант А. М. Степанов получил приказ — разминировать проходы в минных полях для наступления танков и пехоты. Под огнём врага задание было выполнено, и тем самым был обеспечен успех наступательной операции.
Осенью 1943 года в составе стрелкового подразделения командир роты гвардии старший лейтенант Александр Степанов одним из первых форсировал Днепр и ценой больших усилий вместе со своими бойцами удерживал плацдарм на правом берегу близ села Селище Каневского района Черкасской области. 2 октября на участке Селище — Бобрица, на подступах к Киеву, было отбито шесть мощных атак немцев. Степанов остался один, один отражал и седьмую атаку. Последней гранатой взорвал себя и окруживших его врагов.
В наградном листе, составленном командиром 1-го гвардейского мотострелкового батальона после успешного исхода боевой операции, отмечено:

Патроны кончились. Тов. Степанов продолжает в упор расстреливать наседающего врага из личного оружия уже свыше 15 солдат и офицеров убиты, враг наседает. Тогда Степанов погибает от взрыва собственной гранаты. Вместе с ним гибнет группа фашистских мерзавцев…

За этот подвиг Александр Степанов был посмертно удостоен звания Героя Советского Союза (25 октября 1943 года).
Был похоронен в братской могиле в селе Бобрица Каневского района Черкасской области Украины, на берегу Днепра.

## Память
- Имя Героя увековечено на мемориальной арке в Краснодаре.
- Имя Героя высечено золотыми буквами в зале Славы Центрального музея Великой Отечественной войны в Парке Победы города Москвы.

- На могиле героя установлен надгробный памятник.
- Именем Александра Степанова были названы улицы в городах Тимашёвске и Каневе, хуторе Ольховском, а также школа в станице Днепровской.
- В Тимашёвске у вечного огня установлен его бюст.

## Награды и звания
- Герой Советского Союза (25 октября 1943, посмертно);
- орден Ленина (25 октября 1943, посмертно);
- орден Красной Звезды (25 апреля 1943).

- Примечания

1. ↑  Бессмертный материнский подвиг Архивная копия от 27 октября 2012 на Wayback Machine.
2. ↑  Школа № 19, город Тимашёвск, Краснодарский край Архивная копия от 21 мая 2013 на Wayback Machine.
3. ↑  Приказ по 339-й Ростовской стрелковой дивизии Черноморской группы войск Северо-Кавказского фронта № 09/Н от 25 апреля 1943 года. ОБД «Подвиг Народа».
4. ↑  Наградной лист А. М. Степанова с представлением к званию Героя Советского Союза, 7 октября 1943. ОБД «Подвиг Народа», номер записи в базе данных: 150040434 (фонд 33, опись 793756, единица хранения 45).